# Bert-serien
Bert-serien er en serie dagbogsromaner af de svenske forfattere Anders Jacobsson og Sören Olsson. Hovedpersonen er Bert Ljung, som kan lide piger, spiller fodbold i Öreskoga-Kamraternas idrottsförening og bas i rockbandet Heman Hunters. Bert-serien udspiller sig i Öreskoga, en fiktiv by i Sverige som kombinerer forfatternes hjembyer Örebro og Karlskoga.
Bert har også været TV-serie, film og tegneserie.
Bert heder Albert på dansk.

## Bøger

### Gammel version
Første bog illustreret af Sören Olsson. Resten af Sonja Härdin.
| Titel                                  | Udgivelsesår (Sverige)                |
| -------------------------------------- | ------------------------------------- |
| Alberts dagbog                         | 1987 (Berts dagbok)                   |
| Alberts superdagbog                    | 1990 (Berts vidare betraktelser)      |
| Albert - pigerne, livet og alt det der | 1990 (Berts vidare betraktelser)      |
| Albert - 13 1/2 og klar til kærlighed  | 1991 (Berts ytterligare betraktelser) |
| Berts bravader                         | 1991                                  |
| Berts bekännelser                      | 1992                                  |
| Bert och badbrudarna                   | 1993                                  |
| Berts dagbok (revideret version)       | 1993                                  |
| Berts bekymmer                         | 1994                                  |
| Bert och brorsorna                     | 1995                                  |
| Berts bryderier                        | 1995                                  |
| Berts befrielse                        | 1996                                  |
| Bert och Boysen                        | 1996                                  |
| Bert och bacillerna                    | 1997                                  |
| Bert och beundrarinnorna               | 1997                                  |
| Bert Babyface                          | 1998                                  |
| Berts bokslut                          | 1999                                  |

### Ny version
Illustreret af Kwok-Hei Mak.
| Titel                      | Utgivningsår (Sverige) |
| -------------------------- | ---------------------- |
| Bert och kalla kriget      | 2005                   |
| Bert och Heman Hunters     | 2006                   |
| Bert + Samira = Sant?      | 2007                   |
| Bert badbojen              | 2008                   |
| Bert och ryska invasionen  | 2009                   |
| Bert och datadejten        | 2010                   |
| Bert och friheten          | 2011                   |
| Bert får scenskräck        | 2012                   |
| Bert och frestelsen        | 2012                   |
| Berts fejsbok              | 2013                   |
| Bert och skrynkliga tanten | 2014                   |
| Bert och familjefejden     | 2015                   |

## Figurer
Familjen Ljung:
- Bert
- Mor Madeleine (arbejder som buschauffører)
- Far Fredrik (arbejder som optometrist)

Berts klassekamerater:
- Åke Nordin (interesseret i videnskabelige eksperimenter)
- Klimpen. Befinder sig ofte i slagsmål. Flytter till Motala efter 5. klasse.
- Torleif Andersson. Spiller fløjte.
- Lill-Erik
- Emilia Ridderfjell (Berts kærlighed, efterårssemesteret i 7. klasse-forårssemestret 8. klasse. Går i Berts klasse alle 9 obligatoriske skoleår. Alligevel Bert kender næsten intet om hende, indtil han forelsker sig i hende i oktober i 7. klasse. Hendes forældre er læger.) Heder Emelie på dansk.[1]

Øvriga figurer:
- Gabriella Einarsdotter (Berts kærlighed, forårssemestret 8.-efterårssemesteret 9. klasse)
- Ida Gunnarsson (Berts kærlighed, efterårssemesteret 7. klasse). Ryger. Har en ven ved navn Mona.
- Paulina Hlinka (Berts kærlighed, forårssemestret 6. klasse-efterårssemesteret 7. klasse). Hendes forældre er fra Tjekkoslovakiet. Danser jazzballett på Bert's tante Lena's dansinstute. Heder Pauline på dansk.[1]
- Rebecka Molin (Berts kærlighed, forårssemestret 5. klasse)
- Nadja Nilsson (Berts kærlighed, forårssemestret 5. klasse-forårssemestret 6. klasse. Spiller violin. Født i efteråret i Värmland. Bor med sin mor i en hytte. Hendes brødre er greasers.)